# Senna artemisioides
Senna artemisioides ist eine Pflanzenart aus der Gattung Senna innerhalb der Familie der Hülsenfrüchtler (Fabaceae). Sie ist in Australien in allen Bundesstaaten und Territorien mit Ausnahme von Victoria verbreitet und wird dort Silver Cassia oder Feathery Cassia genannt, obwohl im Englischen „Cassia“ sonst die größer wachsenden Arten der Tribus Cassieae bezeichnet.

## Beschreibung

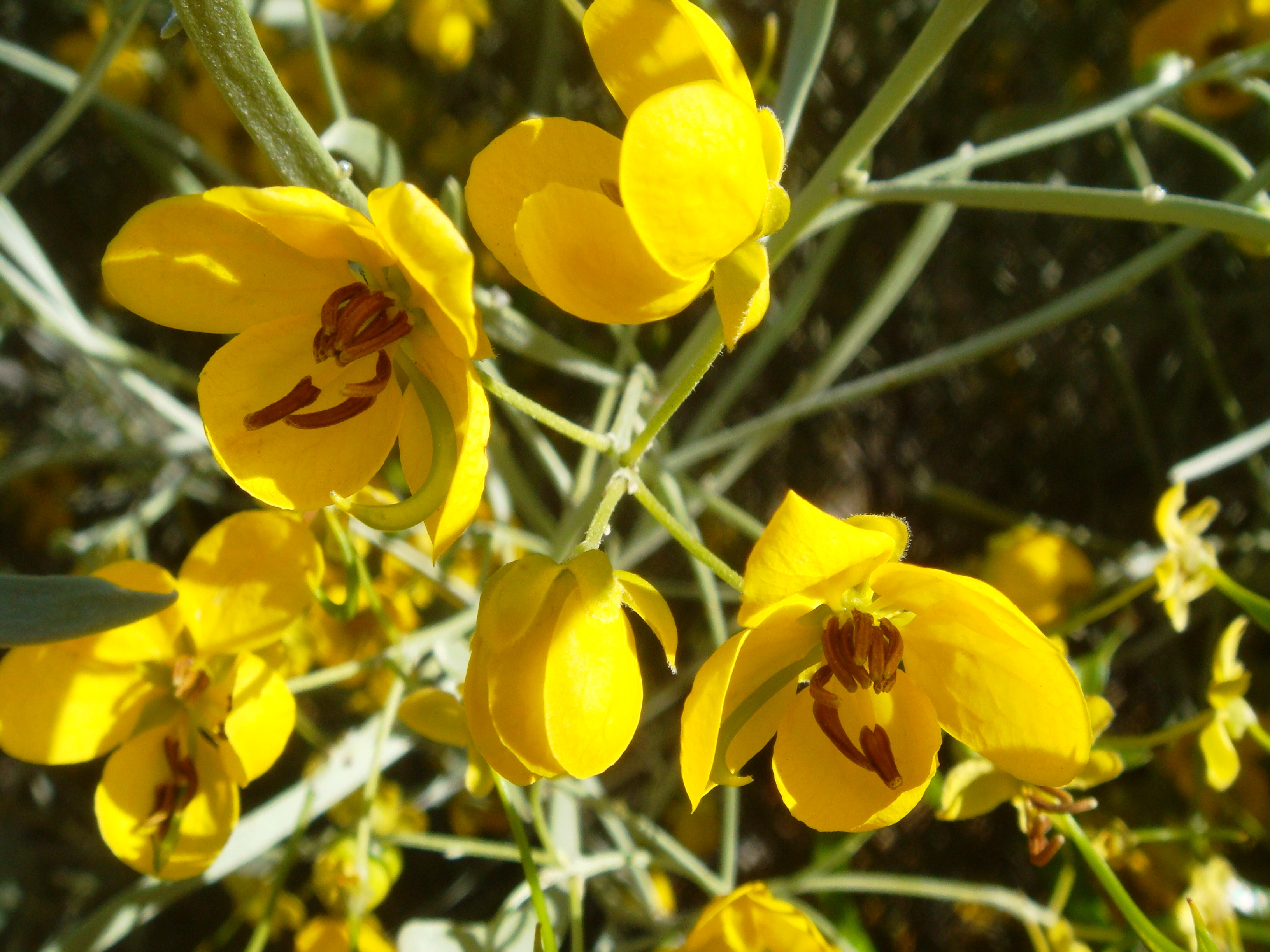
Blüten im Detail

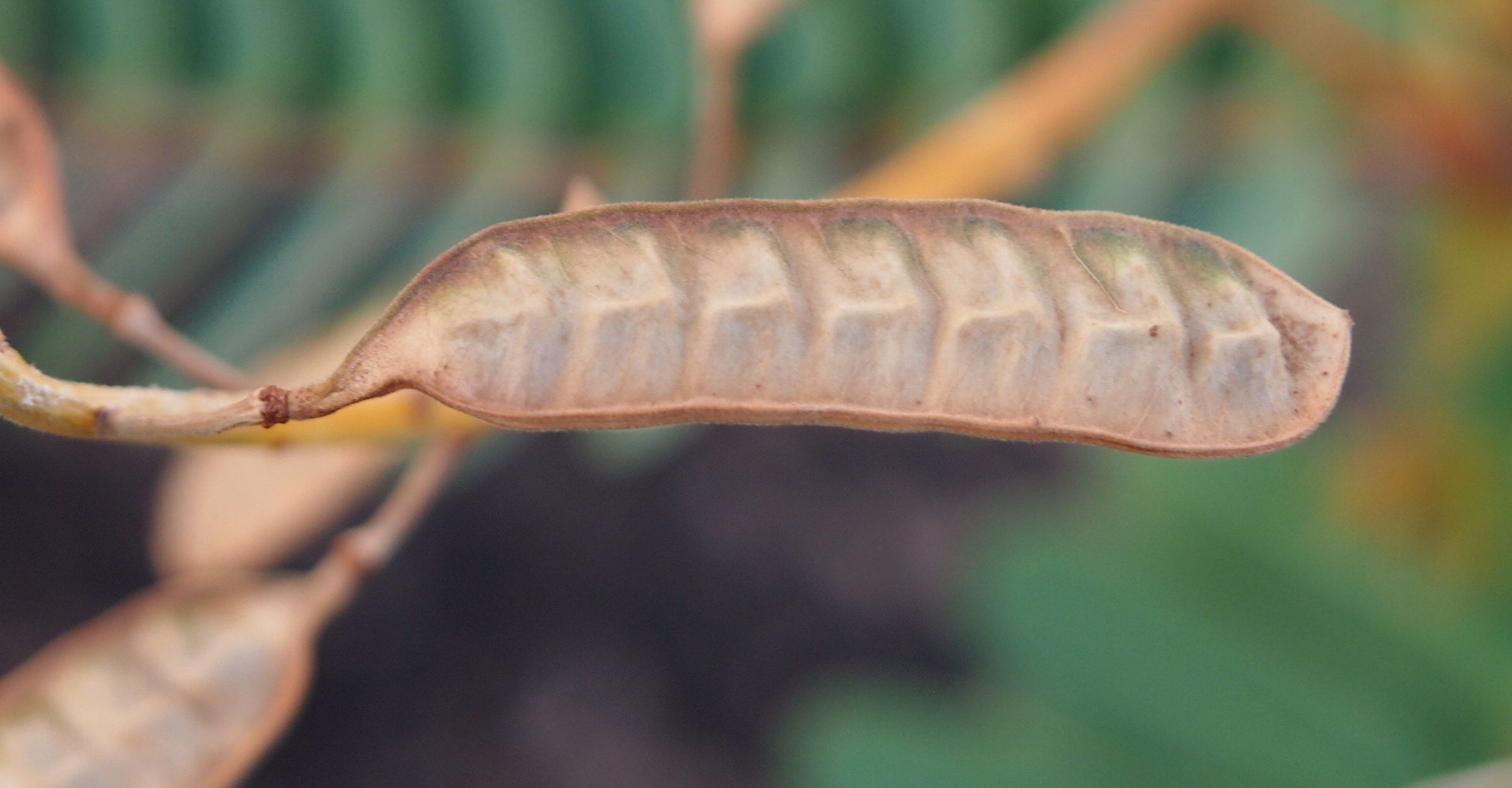
Hülsenfrucht von Senna artemisioides subsp. oligophylla

### Vegetative Merkmale
Senna artemisioides wächst als immergrüner, aufrechter Strauch, der Wuchshöhen von 2 bis, selten bis zu 3 Metern erreicht. Seine vegetativen oberirdischen Pflanzenteile und die Blütenstandsachsen sind spärlich bis dicht flaumig, weiß behaart (Indument).
Die wechselständig an den Zweigen angeordneten Laubblätter sind in Blattstiel sowie Blattspreite gegliedert und insgesamt 3 bis 6 cm lang. Der stielrunde Blattstiel ist 6 bis 15 mm lang. Die gefiederte Blattspreite besteht aus drei bis acht Paare Fiederblättchen, die einen Abstand voneinander von 6 bis 10 mm aufweisen. Die grau-grünen oder silbrigen Fiederblättchen sind bei einer Länge von 15 bis 25, selten bis zu 40 mm sowie einem Durchmesser von 0,2 bis 0,3 bis etwa 1 mm stielrund, schmal-zylindrisch, auf der Oberseite gerillt oder etwas eingerollt mit spitzem oder stumpfem oberen Ende. Zwischen den untersten Fiederblattpaaren sind ein bis drei sitzende, flache Drüsen vorhanden. Die früh abfallenden Nebenblätter sind nadelförmig.

### Generative Merkmale
In den obersten Blattachseln befinden sich auf 5 bis 40 mm langen Blütenstandsschäften die fast doldigen Blütenstände, die jeweils vier bis zwölf Blüten enthalten. Die Tragblätter fallen mehr oder weniger früh ab. Der Blütenstiel ist 5 bis 25 mm lang.
Die zwittrigen, kahlen Blüten sind bei einem Durchmesser von etwa 1,5 Zentimetern nur wenig zygomorph und fünfzählig mit doppelter Blütenhülle. Die fünf Kelchblätter sind verkehrt-eiförmig. Die fünf freien, leuchtend gelben Kronblätter sind 7 bis 10 mm lang. Es sind zehn fertile Staubblätter vorhanden. Die fast gleichen, freien Staubfäden sind etwa 1 mm lang, wobei die unteren drei etwa 2 mm lang sind. Die fast gleichen Staubbeutel sind 4 bis 5 mm lang. Der kurze Griffel endet in einer winzigen Narbe.
Die gerade, flache, bei Reife braune Hülsenfrucht ist 4 bis 8 Zentimeter lang und 6 bis 10 mm breit. Die Samen sind matt.

### Chromosomenzahl
Die Chromosomenzahl beträgt 2n = 28, 42 oder 56.

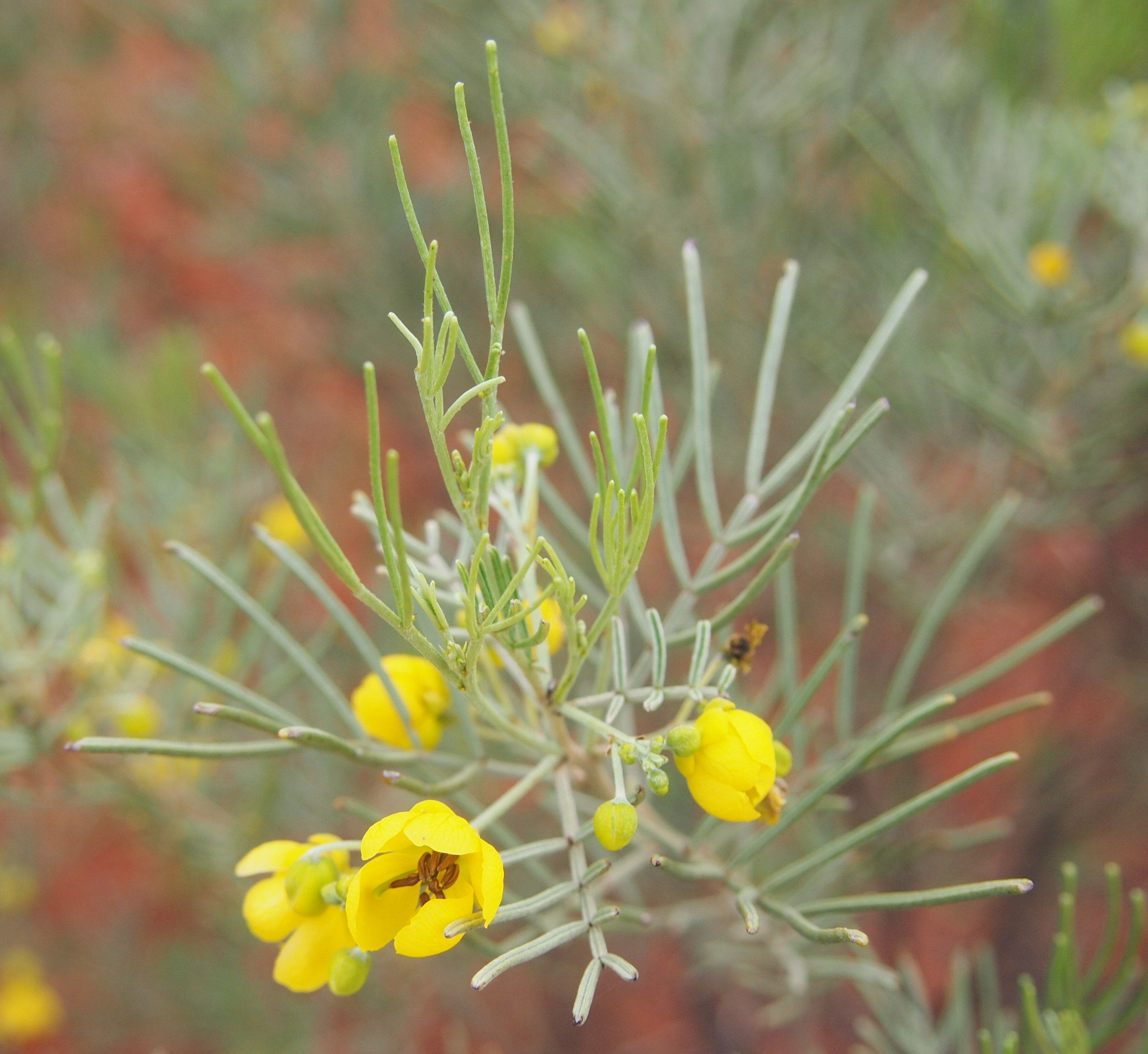
Zweig mit Laubblättern und Blüten von Senna artemisioides subsp. artemisioides

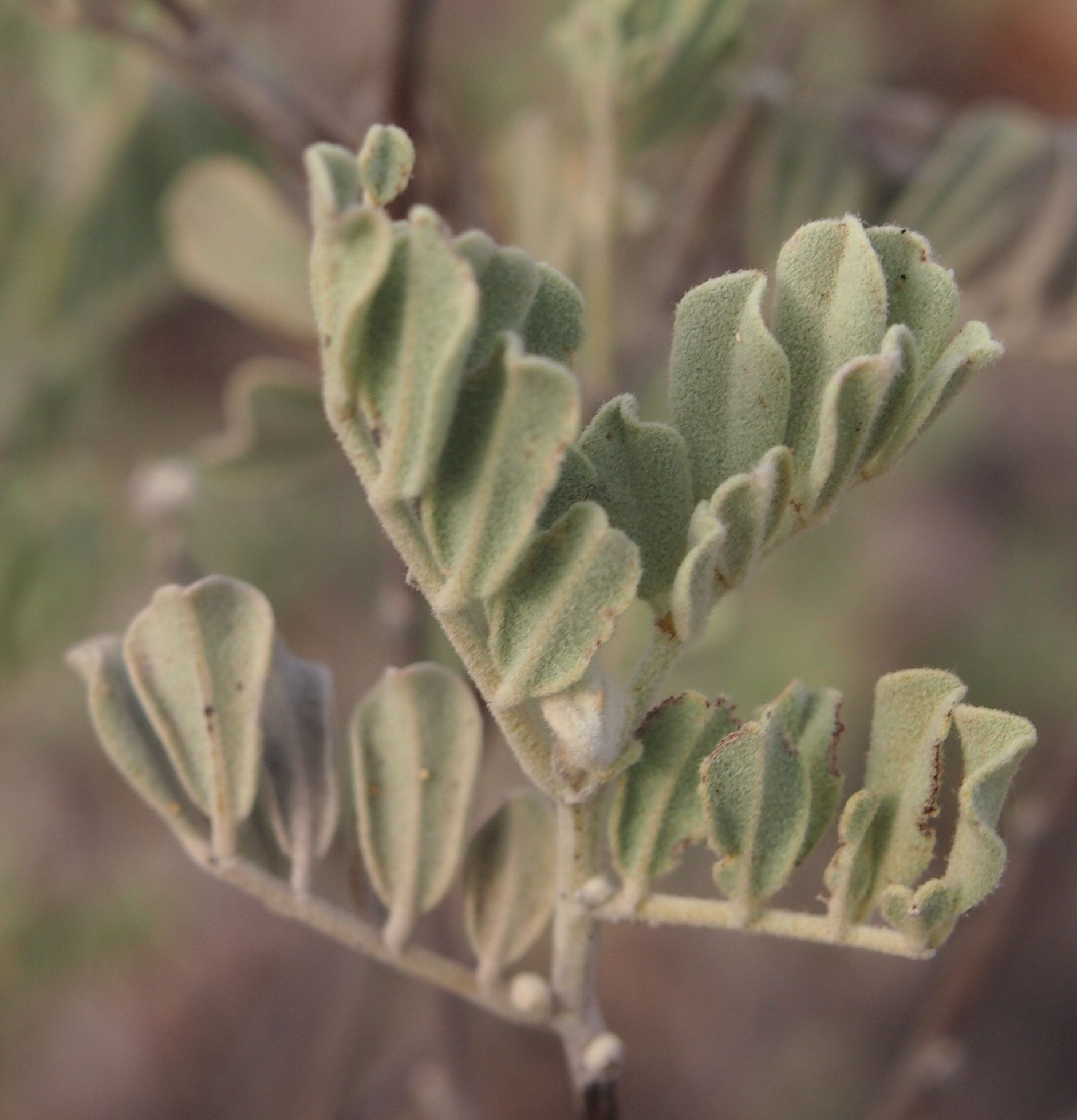
Laubblätter von Senna artemisioides subsp. helmsii

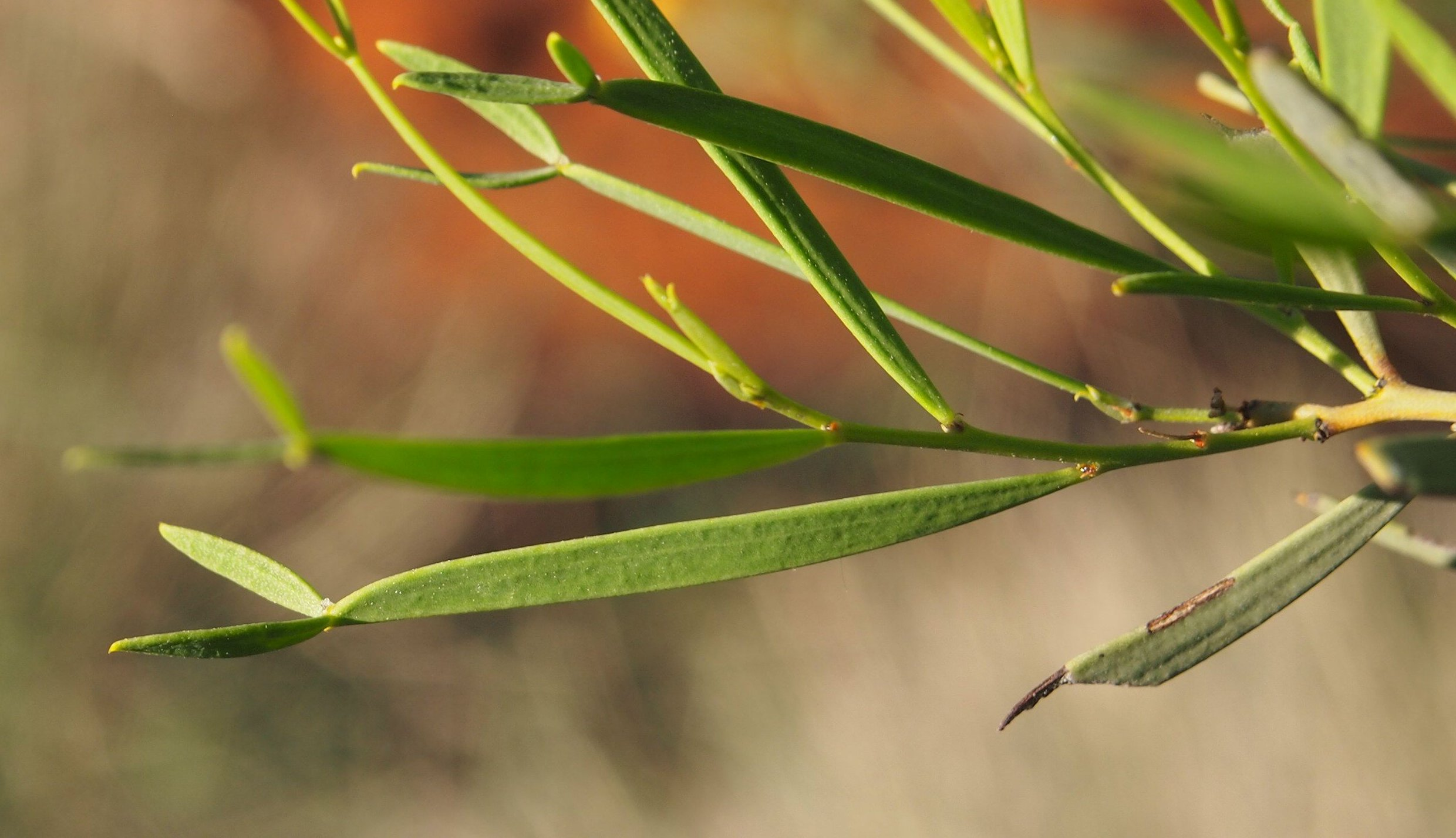
Laubblätter von Senna artemisioides subsp. petiolaris

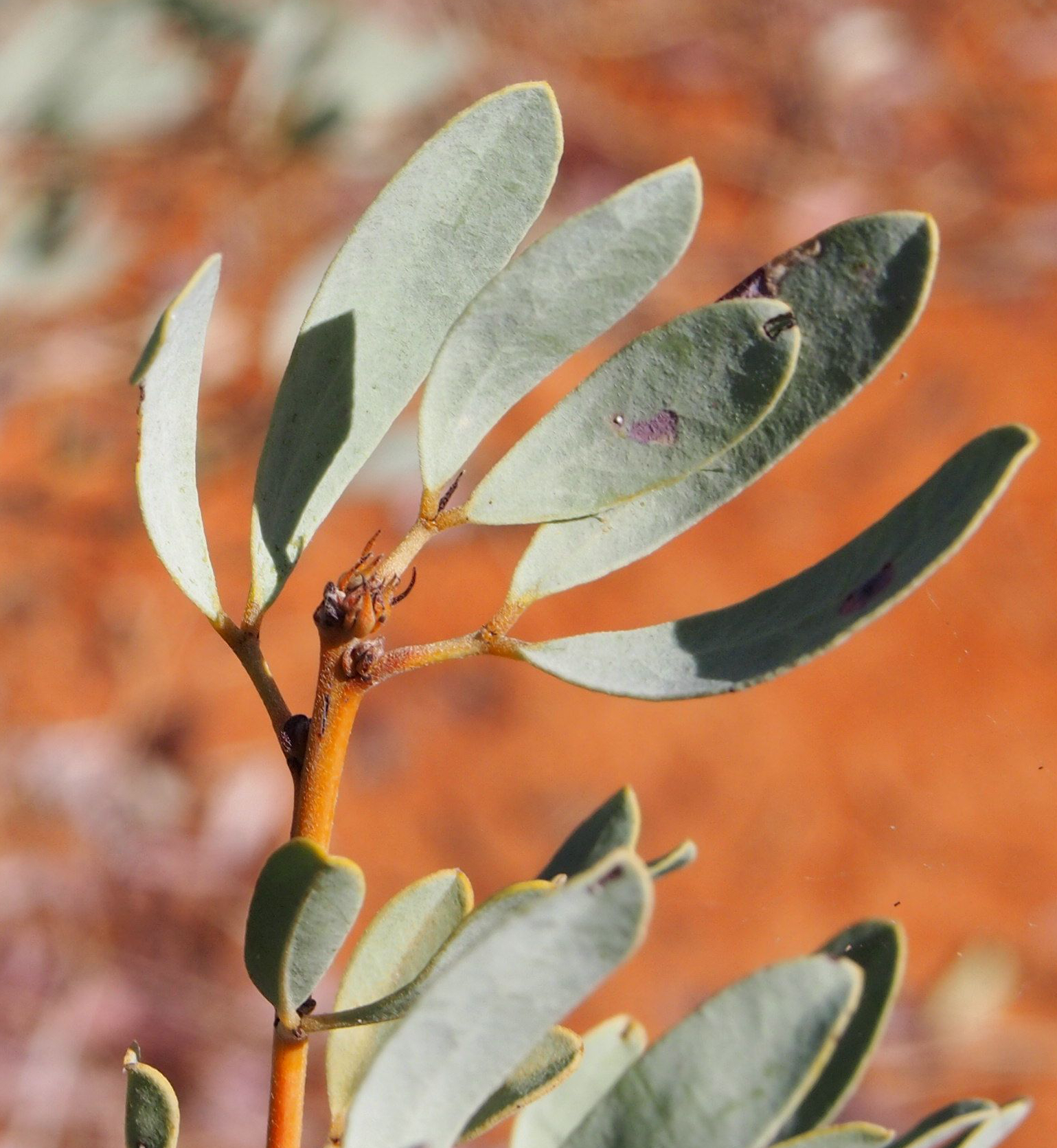
Laubblätter von Senna artemisioides subsp. oligophylla

## Systematik
Die Erstbeschreibung erfolgte unter dem Namen (Basionym) Cassia artemisioides Gaudich. ex DC. 1825 durch Charles Gaudichaud-Beaupré in Augustin Pyramus de Candolle (Herausgeber): Leguminosae. Prodromus Systematis Naturalis Regni Vegetabilis, 2. S. 495. Die Neukombination zu Senna artemisioides wurde 1989 durch Barbara Rae Randell in Revision of Cassiinae in Australia, 2. Senna Miller sect. Psilorhegma (J.Vogel) Irwin & Barneby. in Journal of the Adelaide Botanic Gardens, Band 12, Nr. 2, S. 220 veröffentlicht. Senna artemisioides (Gaudich. ex DC.) Isely ex DC., ein Name der 1998 durch Duane Isely in Native and Naturalized Leguminosae (Fabaceae) of the United States, S. 44 veröffentlicht wurde, wird manchmal zitiert. Weitere Synonyme für Senna artemisioides (Gaudich. ex DC.) Randell sind: Cassia eremophila sensu auct. non Vogel, Cassia helmsii Symon, Cassia oligophylla F.Muell., Cassia sturtii R.Br. Der Name Cassia eremophila auct. ist ungültig veröffentlicht, da Cassia eremophila A.Cunn. ex J.Vogel bereits vorher an eine andere Art vergeben wurde und 1837 von Julius Rudolph Theodor Vogel veröffentlicht wurde.
Eine große Zahl von ehemals eigenständigen Arten werden (vorläufig) je nach Autor als Unterart von Senna artemisioides geführt, beispielsweise:
- Senna artemisioides subsp. alicia Randell
- Senna artemisioides (Gaudich. ex DC.) Randell subsp. artemisioides
- Senna artemisioides subsp. filifolia Randell
- Senna artemisioides subsp. helmsii (Symon) Randell (Syn.: Cassia helmsii Symon)
- Senna artemisioides subsp. oligophylla (F.Muell.) Randell (Syn.: Cassia oligophylla F.Muell.)
- Senna artemisioides subsp. petiolaris Randell (Syn.: Cassia eremophila var. platypoda (R.Br.) Benth., Cassia phyllodinea R.Br.)
- Senna artemisioides subsp. quadrifolia Randell (Senna quadrifolia Burm, Synonym für Chamaecrista absus)
- Senna artemisioides subsp. sturtii (R.Br.) Randell
- Senna artemisioides subsp. zygophylla (Benth.) Randell (Syn.: Cassia eremophila var. zygophylla (Benth.) Benth., Cassia zygophylla Benth.)

Einige hybridogene Unterarten wurden ebenfalls benannt:
- nothosubsp. ×artemisioides
- subsp. ×coriacea (Benth.) Randell
- Senna artemisioides  nothosubsp. ×coriacea (Benth.) Randell (Syn.: Cassia eremophila Benth. orth. var., Cassia eremophila var. coriacea (Benth.) Symon, Cassia nemophila A.Cunn. ex Vogel orth. var., Cassia sturtii var. coriacea Benth.; Cassia coriacea Benth. ist ein Synonym für Chamaecrista coriacea)
- Senna artemisioides nothosubsp. ×sturtii (R.Br.) Randell

Darüber hinaus gibt es offensichtlich mindestens zwei unbeschriebene Taxa:
- Senna artemisioides „James Range (P.L.Latz 18528)“
- Senna artemisioides „Kuyunba (B.Pitts 113)“

Insgesamt kann Senna artemisioides vielleicht am besten als Formtaxon angesehen werden, dessen phylogenetische Vielfalt noch weitgehend ungeklärt ist.

## Nutzung
Sorten von Senna artemisioides werden als Zierpflanzen verwendet. Senna artemisioides wird in Parks und Gärten der Subtropen bis Tropen angepflanzt. Sie gedeiht am besten in trockeneren Gebiet an vollsonnigen Standorten mit gut drainierten Böden. Sie werden meist über Samen, nach einer Behandlung mit heißen Wasser, vermehrt. Es erfolgt auch eine vegetative Vermehrung über Stecklinge. Sie wird auch in Wintergärten verwendet.